# Oneirodes whitleyi
Oneirodes whitleyi är en fiskart som beskrevs av Erik Bertelsen och Pietsch, 1983. Oneirodes whitleyi ingår i släktet Oneirodes och familjen Oneirodidae. Inga underarter finns listade i Catalogue of Life.